# Onthophagus yakuinsulanus
Onthophagus yakuinsulanus é uma espécie de inseto do género Onthophagus, família Scarabaeidae, ordem Coleoptera.
Foi descrita cientificamente por Nakane em 1984.